# Johann Georg Aberle

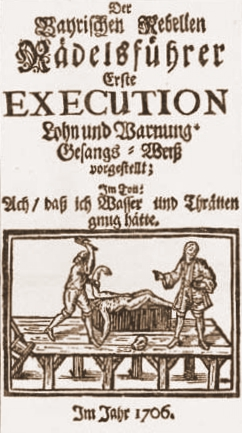
1706: Hinrichtung von Teilnehmern des Oberländer Bauernaufstandes auf dem Schrannenplatz in München

Johann Georg Aberle (* unbekannt; † 29. Januar 1706 in München) war ein bayerischer Soldat.
Aberle war zunächst Adjutant im Lützelburgschen Regiment und anschließend Korporal der Leibgarde der Kurfürstin Therese Kunigunde.
Im Dezember 1705 war er, vor allem in Bad Tölz, vor dem Hintergrund des Spanischen Erbfolgekriegs einer der Anführer des bayerischen Aufstands („Landesdefension“) der Oberländer gegen die österreichischen Besatzer. Am Heiligabend des Jahres 1705 – kurz vor der Sendlinger Mordweihnacht – leitete er die Eroberung des Roten Turms, die ein Eindringen der Revolutionäre in die Münchener Innenstadt ermöglichen sollte.
Die Aufständischen wurden jedoch zurückgedrängt und von mehreren Seiten von den österreichischen Truppen angegriffen. Viele wurden getötet, ein Teil entkam und verschanzte sich vor Sendling. Als sie auch hier von kaiserlichen Truppen umzingelt wurden, ergaben sie sich und legten ihre Waffen nieder, worauf ein grausames Massaker an den entwaffneten Aufständischen folgte. Aberle konnte zusammen mit einigen anderen Anführern, darunter Johann Jäger und Johann Georg Kidler zunächst entkommen, wurde Anfang 1706 dann aber doch festgenommen.
Am 29. Januar 1706 wurde er nach seiner Verurteilung in München zusammen mit Matthias Mayer, Johann Clanze, Sebastian Senser und Johann Georg Kidler auf dem Schrannenplatz, dem heutigen Marienplatz, mit dem Schwert enthauptet.

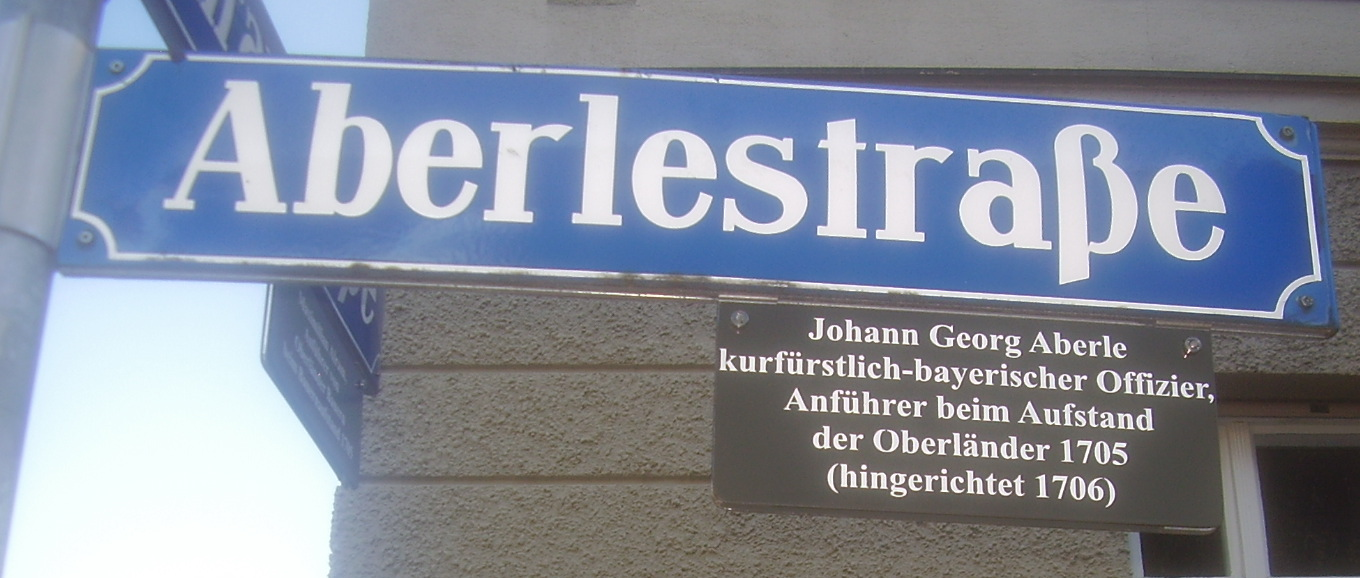
Aberlestraße in München-Sendling

Die Stadt München benannte 1887 im zehn Jahre zuvor eingemeindeten Stadtteil Untersendling unweit der Theresienwiese eine Straße nach Aberle.